# Funk
O funk (pronúncia: [fânc]) é um gênero musical que se originou em comunidades afro-americanas em meados da década de 1960, quando músicos afro-americanos criaram uma nova forma de música rítmica e dançante através da mistura de soul, jazz e rhythm and blues. O funk tira a ênfase da melodia e da harmonia e traz um groove rítmico forte de baixo elétrico e bateria no fundo. Como grande parte da música de inspiração africana, o funk normalmente consiste em um groove complexo com instrumentos rítmicos tocando grooves interligados. O funk usa os mesmos acordes estendidos ricamente coloridos encontrados no bebop, um subgênero do jazz.
Com seu conceito desenvolvido por James Brown na década de 1960, com o desenvolvimento de de um groove de assinatura que enfatiza o downbeat, considerado o padrinho do funk, Brown deu o nome de "The One" (ou seja, o apoio rítmico no primeiro tempo) e a aplicação de semicolcheias e síncope em todas as linhas de baixo, padrões de bateria e riffs de guitarra — e os músicos influenciados pelo rock e e a psicodelia como Sly and the Family Stone e Jimi Hendrix, promovendo a improvisação no funk. Outros grupos musicais, incluindo Kool & the Gang, B.T. Express, Fatback Band, Slave e Ohio Players, começaram a adotar e desenvolver as inovações de Brown durante a década de 1970, enquanto outros como o Parliament-Funkadelic seguiram o caminho de Hendrix.
Enquanto grande parte da história escrita do funk se concentra nos homens, houve notáveis mulheres de funk, incluindo Chaka Khan, Labelle, Lyn Collins, Brides of Funkenstein, Klymaxx, Mother's Finest e Betty Davis.
O funk pode ser melhor reconhecido por seu ritmo de batidas repetitivas sincopado, pelos vocais de alguns de seus cantores e grupos (como Cameo, ou The Bar-Kays). E ainda pela forte e rítmica seção de metais, pela percussão marcante e ritmo dançante. Nos anos 1970, o funk foi influência para músicos de jazz (como exemplos, as músicas de Miles Davis, Herbie Hancock, George Duke, Eddie Harris, entre outros).
Os músicos negros norte-americanos primeiramente chamavam de funk à música com um ritmo mais suave. Esta forma inicial de música estabeleceu o padrão para músicos posteriores: uma música com um ritmo mais lento, sexy, solto, orientado para frases musicais repetidas (riffs) e, principalmente, dançante. A palavra funk era um adjetivo típico da língua inglesa para descrever estas qualidades. Nas jam sessions, os músicos costumavam encorajar outros a "apimentar" mais as músicas, dizendo: Now, put some stank (stink/funk) on it! (algo como "coloque mais funk nisso!").
Os derivados de funk incluem o funk psicodélico de Sly Stone e Parliament-Funkadelic; o avant-funk de grupos como Talking Heads e Pop Group; boogie uma forma de dance music pós-disco; electro, um híbrido de música eletrônica e funk; funk metal (por exemplo, Living Colour, Faith No More); G-funk, uma mistura de gangsta rap e funk; timba, uma forma de música funk cubana; e funk jam (ex., Phish). Os samples de funk e os breakbeats foram utilizados extensivamente em gêneros, incluindo o hip hop, e várias formas de electronic dance music, como house music, old-school rave, Breakbeat e drum and bass. É também a principal influência do go-go, outro subgênero associado ao funk.

## Etimologia
A palavra funk (pronuncia-se [fânc]) em inglês originalmente se referia de forma ofensiva, a um forte odor. Segundo o historiador Robert Farris Thompson e antropólogo em seu livro "Flash Of The Spirit: African & Afro-American Art & Philosophy", a palavra funky tem sua raiz semântica na palavra "lu-fuki", na língua quicongo, que significa "odor corporal". De acordo com sua tese, "tanto músicos de jazz, como congos usavam funky e lu-fuki para elogiar as pessoas certas para a integridade de sua arte, tendo trabalhado para alcançar seus objetivos." Este simbolo de esforço é identificado como uma irradiação de energia positiva por essa pessoa. Por isso, "funk", no jargão do jazz americano, poderia significar terreno, o retorno ao básico, autêntico. "Músicos de jazz afro-americanos originalmente utilizavam o termo aplicado à música com um groove lento e melodioso, posteriormente, a um ritmo  duro e insistente, relacionando qualidades corporais ou carnais na música. Esta forma de música antiga estabeleceu o padrão para músicos posteriores.
É possível que o termo funk seja derivado de um cruzamento entre o termo quicongo lu-fuki (usado na comunidade afro-americana) e termos em inglês "stinky" (odor, mau cheiro). Em 1907 já existiam canções com títulos como "Funky Butt Ballroom" de Buddy Bolden. Até o final dos anos 1950 e início dos anos 1960, quando "funk" e "funky" foram usados cada vez mais no contexto da soul music, os termos ainda eram considerados rudes e de uso inadequado. De acordo com uma fonte, Earl Palmer, um baterista de New Orleans, foi o primeiro a usar a palavra funk para explicar aos outros músicos que sua música deveria ser mais sincopada e dançante."

## Características
O funk cria um groove intenso através do uso de riffs poderosos e linhas de baixo. Como as gravações da Motown, as canções de linhas de baixo do funk eram usadas como o tema central das canções. Tocando o baixo usando a técnica de slap, tocados com o polegar e outras notas altas tocadas com os outros dedos, permitindo assim que o baixista tenha um papel rítmico semelhante ao da bateria, o que se tornou um elemento central do funk. Alguns dos solistas mais conhecidos e qualificados no funk tinham uma influência significativa do jazz. O trombonista Fred Wesley e o saxofonista Maceo Parker estão entre os músicos mais notáveis do funk, tendo ambos tocado com músicos como James Brown, George Clinton e Prince. Algumas das bandas de funk mais distintivas das décadas de 1960 e 1970 são Kool & The Gang, The Meters, Tower of Power, Earth, Wind & Fire, The Blackbyrds, The Ohio Players, The Brothers Johnson e Charles Wright & the Watts 103rd Street Rhythm Band.
Os acordes utilizadas em canções do funk tipicamente envolver um modo dórico ou mixolídio, em oposição aos tons maiores ou menores usuais da música pop. O teor de melodia foi derivado a partir da mistura destes modos com a escala dos blues. Na década de 1970, o jazz fundido ao funk veio para criar um novo subgênero, jazz funk, que pode ser ouvida em gravações por Miles Davis e Herbie Hancock.
O guitarrista Eddie Hazel, da banda Funkadelic, é notável pelo solo improvisado (particularmente para o solo em "Maggot Brain") e riffs de guitarra, cujo tom foi moldado por um pedal Maestro FZ-1 Fuzz-Tone. Hazel, junto com o guitarrista Ernie Isley, dos Isley Brothers, foi influenciada pelos solos improvisados com infusão de wah-wah de Jimi Hendrix. Ernie Isley foi ensinado desde cedo por Hendrix, quando Hendrix fazia parte da banda de apoio da banda Isley Brothers e temporariamente morava na casa dos Isleys. Guitarristas funk usam o efeito de som wah-wah junto com o silenciamento das notas para criar um som percussivo para seus riffs de guitarra. O efeito phaser é frequentemente usado em funk e R&B tocando guitarra para seu efeito sonoro de varredura de filtro, um exemplo sendo a canção dos Isley Brothers "Who's That Lady". Michael Hampton, outro guitarrista do P-Funk, foi capaz de tocar o solo virtuoso de Hazel em "Maggot Brain", usando uma abordagem de solo que adicionou curvas de cordas e feedback ao estilo de Hendrix. Jimmy Nolen e Phelps Collins são conhecidos como guitarristas rítmicos e ambos trabalharam com James Brown.

## Década de 1960
Somente com as inovações de James Brown em meados dos anos 1960 é que o funk passou a ser considerado um gênero distinto. Na tradição do rhythm and blues, estas bandas bem ensaiadas criaram um estilo instantaneamente reconhecível, repleto de vocais e coros de acompanhamento cativantes. Brown mudou a ênfase rítmica 2:4 do soul tradicional para uma ênfase 1:3, anteriormente associada com a música dos brancos - porém com uma forte presença da seção de metais. Com isto, a batida 1:3 virou marca registrada do funk tradicional. A gravação de Brown feita em 1965 de seu sucesso "Papa's Got a Brand New Bag" normalmente é considerada como a que lançou o gênero funk, porém a canção "Out of Sight", lançada um ano antes, foi claramente um modelo rítmico para "Papa's Got a Brand New Bag, contudo, para outros a canção "Cold Sweat" de 1967, composta por Brown em parceria com o saxofonista Alfred "Pee Wee" Ellis, foi o primeiro exemplo de um canção funk legítima.
Muitos creditam a criação do gênero ao baterista Chuck Connors, que assim como Earl Palmer, fora baterista de Little Richard. Após a  saída temporária de Little Richard da música secular para se tornar um evangelista, alguns dos membros da banda de Richard se juntaram a Brown e à sua banda Famous Flames, começando uma sequência de sucessos, a partir de 1958.
Brown costumava chamar sua banda com o comando "On the one!", alterando a ênfase/acento da percussão do backbeat de um-dois-três-quatro da soul music tradicional para o down-beat de um-dois-três-quatro, mas com uma guitarra rítmica sincopada (nas semínimas duas e quatro), com um balanço brutal repetitivo e desafiador. Essa batida um-três lançou a mudança no estilo musical de Brown, começando com seu hit de 1964, "Out of Sight", e seus hits de 1965, "Papa's Got a Brand New Bag" e "I Got You (I Feel Good)".
O estilo de funk de Brown era baseado em partes interligadas e contrapontos: linhas de baixo sincopadas, padrões de bateria com 16 batidas e riffs de guitarra sincopados. Os principais ostinatos de guitarra de "Ain't it Funky" (c. Final dos anos 60) são um exemplo do refinamento de Brown do funk de Nova Orleans - um riff irresistivelmente dançante, despojado de sua essência rítmica. Em "Ain't it Funky", a estrutura tonal é barebones. As inovações de Brown fizeram com que ele e sua banda se tornassem o ato seminal de funk; eles também colocaram o estilo do funk mais à frente com lançamentos como "Cold Sweat" (1967), "Mother Popcorn" (1969) e "Get Up (sinto-me ser um) Sex Machine" (1970), descartando até o blues de doze compassos apareceu em sua música anterior. Em vez disso, a música de Brown foi revestida com "vocais cativantes e hinos" baseados em "vamps extensos", nos quais ele também usava sua voz como "um instrumento percussivo com grunhidos rítmicos frequentes e com padrões de seção rítmica... [assemelhando-se a polirritmos da África Ocidental] "- uma tradição evidente em canções e cânticos de trabalho afro-americanos. Ao longo de sua carreira, os vocais frenéticos de Brown, freqüentemente pontuados por gritos e grunhidos, canalizaram o "ambiente extático da igreja negra" em um contexto secular.
Em meados da década de 1960, o grupo Sly and Family Stone promoveu uma mistura de soul, rock psicodélico e funk. A banda The Isley Brothers com o então desconhecido Jimi Hendrix, havia feito uma fusão de rock e soul na canção Testify (1964).
Depois de 1965, o líder e arranjador de Brown foi Alfred "Pee Wee" Ellis. Ellis credita a adoção das técnicas de bateria de Nova Orleans por Clyde Stubblefield, como base do funk moderno: "Se, em um estúdio, você dissesse 'toque funk', isso poderia implicar quase tudo. Mas 'me dê uma batida de Nova Orleans' - você conseguiu exatamente o que você queria. E Clyde Stubblefield era apenas o epítome dessa bateria funk". Stewart afirma que a sensação popular foi passada de" New Orleans - através da música de James Brown, para a música popular da década de 1970 ". Com relação aos vários motivos do funk, Stewart afirma que esse modelo "... é diferente de uma linha do tempo (como clave e tresillo), pois não é um padrão exato, mas mais um princípio de organização frouxo".
Outros grupos musicais seguiram os ritmos e o estilo vocal desenvolvidos por James Brown e sua banda, e o estilo funk começou a crescer. Dyke and the Blazers, com sede em Phoenix, Arizona, lançou "Funky Broadway" em 1967, talvez o primeiro disco de soul music tivesse a palavra "funky" no título. Em 1969, Jimmy McGriff lançou Electric Funk, apresentando seu órgão distinto sobre uma seção de sopros em chamas. Enquanto isso, na Costa Oeste, Charles Wright e Watts 103rd Street Rhythm Band lançavam faixas de funk começando com seu primeiro álbum em 1967, culminando no clássico single "Express Yourself" em 1971. Também da região da Costa Oeste, mais especificamente Oakland.

## Década de 1970

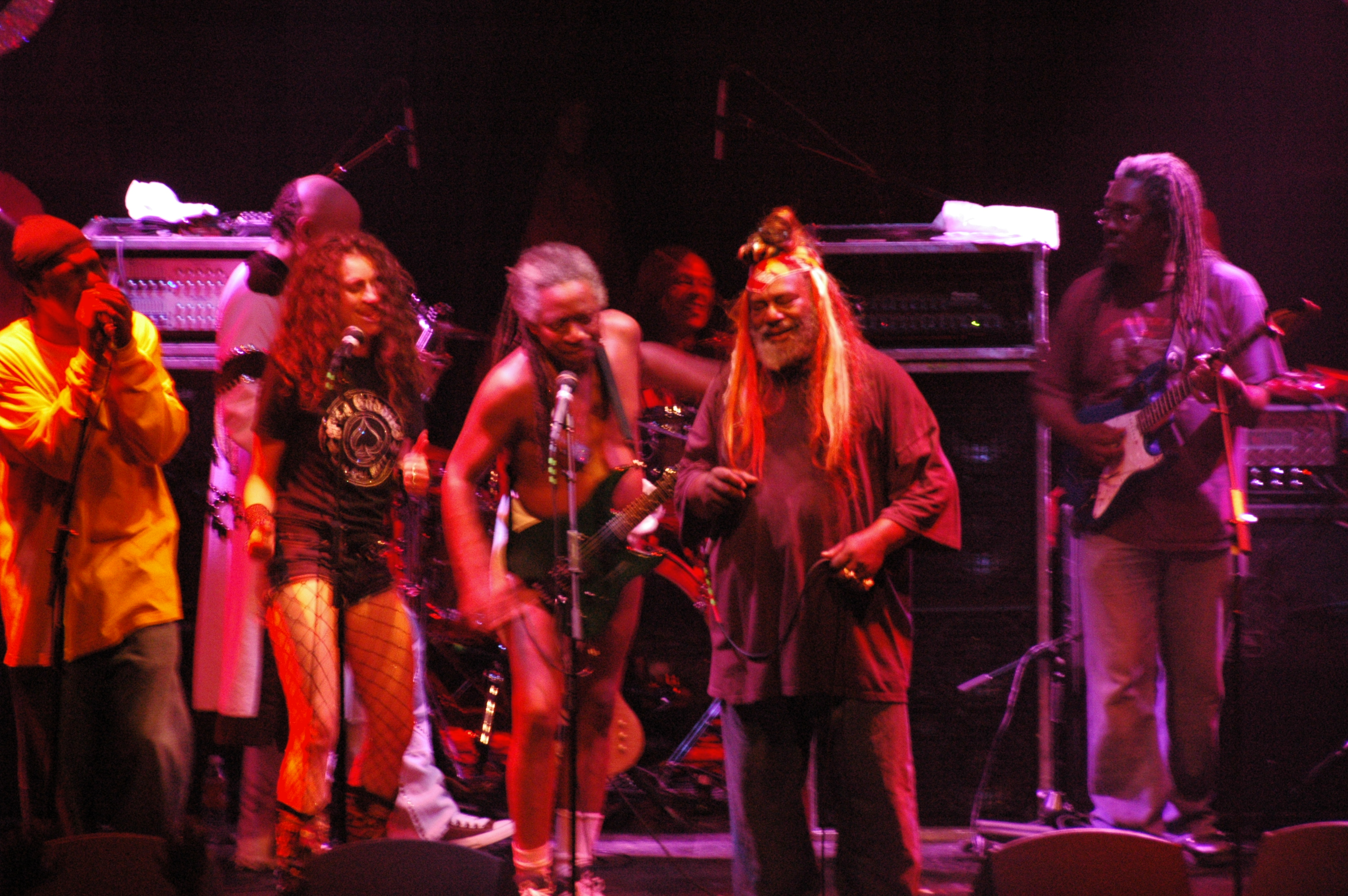
George Clinton e Parliament Funkadelicem 2006 no Granada Theater in Dallas, Texas

Na Califórnia, surgiu a banda Tower of Power (TOP), formada em 1968. Seu álbum de estreia East Bay Grease, lançado em 1970, é considerado um marco importante no funk. Ao longo da década de 1970, o TOP teve muitos sucessos, e a banda ajudou a fazer do funk um gênero de sucesso, com um público mais amplo.
Nos anos 1970, influenciado por Jimi Hendrix e Sly and Family Stone, um novo grupo de músicos começou a desenvolver ainda mais a abordagem do "funk rock". As inovações foram feitas com destaque por George Clinton, com suas bandas Parliament e, posteriormente, Funkadelic, juntos desenvolveram um tipo de funk mais pesado, influenciado pelo jazz e pelo rock psicodélico. As duas bandas tinham músicos em comum, o que as tornou conhecidas como Parliament-Funkadelic. O surgimento do Parliament-Funkadelic deu origem ao chamado P-funk, que se referia tanto à banda quanto ao subgênero que desenvolveu.
O Movimento funk era inicialmente desconhecido para o público branco, ele finalmente consegue espaço, especialmente graças à música disco, na segunda metade da década de 1970.
Outros grupos de funk surgiram nos anos 1970: Mandrill, B.T. Express, Average White Band, The Main Ingredient, The Commodores, Earth, Wind & Fire, War, Lakeside, Brass Construction, KC and the Sunshine Band, Kool & The Gang, Chic, Cameo, Fatback, The Gap Band, Instant Funk, The Brothers Johnson, Ohio Players, Wild Cherry, Skyy, e músicos/cantores como Jimmy "Bo" Horne, Rick James, Chaka Khan, Tom Browne, Kurtis Blow (um dos precursores do rap) e os popstars Michael Jackson e Prince, esse último formou o Time, originalmente concebido como um ato de abertura para ele e baseado em seu "som de Minneapolis", mistura híbrida de funk, R&B, rock, pop e new wave.
A música disco deve muito ao funk. Muitas das primeiras canções e artistas de disco vieram diretamente de origens orientadas para o funk. Alguns sucessos da música disco, como todos os sucessos de Barry White, "Kung Fu Fighting" de Biddu e Carl Douglas, "Love To Love You Baby" de Donna Summer, "Love Hangover" de Diana Ross, Your Boogie Man" de KC and the Sunshine Band," I'm Every Woman "de Chaka Khan (também conhecida como a Rainha do Funk) e" Le Freak "do Chic incluem visivelmente riffs e ritmos derivados do funk. Em 1976, Rose Royce alcançou o primeiro lugar com um disco puramente dance-funk, "Car Wash". Mesmo com a chegada do disco, o funk se tornou cada vez mais popular no início dos anos 1980.
A música disco dividia opiniões, enquanto James Brown se intitulou o The Original Disco Man no disco homônimo de 1979, no Brasil, Tim Maia gravou o álbum Tim Maia Disco Club (1978), com a participação da Banda Black Rio e produção de Lincoln Olivetti, George Clinton compôs "(Not Just) Knee Deep" (1979), um manifesto contra o estilo.
O funk foi também exportado para a África, e se fundiu com canto e ritmos africanos para formar o afrobeat. O Músico nigeriano Fela Kuti, que foi fortemente influenciado pela música de James Brown, é considerado o criador do estilo.

## Década de 1980: synth-funk
Na década de 1980, em grande parte como uma reação contra o que foi visto como o excesso da música disco, muitos dos elementos principais que formam a base da fórmula P-Funk começou a ser usurpado por máquinas eletrônicas e sintetizadores. Naipes de metais foram substituídos por teclados sintetizadores, e os metais que permaneceram receberam linhas simplificadas, e poucos solos. Os teclados clássicos do funk, como o órgão Hammond B3, o clavinete Hohner /ou o piano Fender Rhodes começaram a ser substituídos pelos novos sintetizadores digitais como o Yamaha DX7. Caixas de ritmos como a Roland TR-808 começaram a substituir os "bateristas funk" do passado, e o estilo slap e pop de tocar baixo eram muitas vezes substituídos por linhas de baixo do sintetizador. As letras das canções do funk começaram a mudar a partir de duplos sentidos sugestivos para o conteúdo mais gráfico e sexualmente explícito.
Nessa época, surgiram também algumas derivações do funk como o electro que fazia grande uso de samplers, e sintetizadores. Tais ritmos se tornaram combustível para os movimentos break e hip hop.
Rick James foi o primeiro músico de funk da década de 1980 a assumir o manto de funk dominado pelo P-Funk na década de 1970. Seu álbum de 1981, Street Songs, com os singles "Give It to Me Baby" e "Super Freak", fez com que James se tornasse uma estrela e abriu o caminho para a futura direção da explicitação no funk.

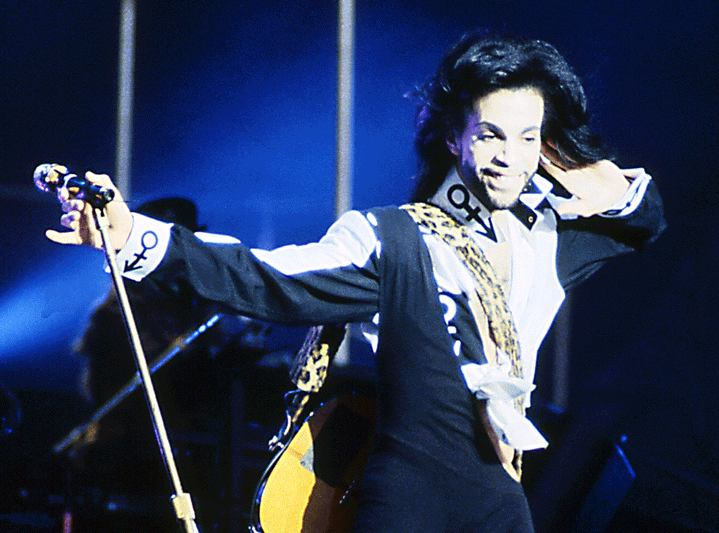
Prince foi um influente multi-instrumentista, band-leader, cantor e compositor.

Semelhante ao Prince, outras bandas surgiram durante a era do P-Funk e começaram a incorporar sexualidade desinibida, temas orientados para a dança, sintetizadores e outras tecnologias eletrônicas para continuar a criar hits de funk. Entre eles, Cameo, Zapp, Gap Band, Bar-Kays e Dazz Band, que encontraram seus maiores sucessos no início dos anos 80. Na segunda metade dos anos 80, o puro funk havia perdido seu impacto comercial; no entanto, artistas pop de Michael Jackson a Duran Duran costumavam usar batidas de funk.
O rap e o hip hop, porém, começaram a se espalhar, com bandas como Sugarhill Gang e Soulsonic Force (em parceria com Afrika Bambaataa). A partir do final dos anos 1980, com a disseminação dos samplers, partes de antigos sucessos de funk (principalmente dos vocais de James Brown, conhecidos como Woo! Yeah! e a bateria de seu single Funky Drummer, executada por Clyde Stubblefield) começaram a ser copiados para outras músicas pelo novo fenômeno das pistas de dança, a house music. Outra canção copiada foi "Amen, Brother" da banda The Winstons, o solo copiado passou a ser conhecido como Amen break.

Os anos 1980 viram também surgir novos artistas fazendo as fusões funk rock, uma mistura entre guitarras distorcidas de rock ou heavy-metal e a batida do funk, em grupos como Red Hot Chili Peppers (rock) e Primus (heavy metal), a banda Red Hot Chili Peppers inclusive teve o segundo álbum produzido por George Clinton.

## Década de 1990–presente
Enquanto o funk foi praticamente expulso do rádio pelo elegante hip-hop comercial, R&B contemporâneo e new jack swing, sua influência continuou a se espalhar. Artistas como Steve Arrington e Cameo ainda receberam grandes apresentações aéreas e tiveram muitos seguidores globais. 
Na década de 1990, artistas surgem do movimento acid jazz que moldaram bandas como Brand New Heavies, Incognito, Galliano, Omar e Jamiroquai, que se inspiraram em elementos importantes do funk. No entanto, eles nunca chegaram perto de alcançar o sucesso comercial do funk em seu auge, com a exceção de Jamiroquai, cujo álbum Travelling without Moving vendeu cerca de 11,5 milhões copias.
Desde meados da década de 1990 emerge a cena nu-funk, centrada na cena dos colecionadores de "deep funk", produzindo um novo material influenciado pelo som de raridades do funk em 45 RPM. Os selos incluem Desco, Soul Fire, Daptone, Timmion, Napolitano, Bananarama, Kay-Dee e Tramp. Essas etiquetas geralmente são lançadas em discos de 45 RPM. Embora se especializei gravações raras de funk para DJs, houve alguma transição para a indústria musical mainstream, como a aparição de Sharon Jones em 2005 no programa Late Night com Conan O'Brien.

## Derivados
A partir do início da década de 1970, o funk desenvolveu vários subgêneros. Enquanto George Clinton e o The Parlamenit faziam uma variação mais pesada do funk, bandas como Kool & the Gang, Ohio Players e Earth, Wind & Fire faziam um funk influenciada pela música disco.

### Funk psicodélico
Após o trabalho de Jimi Hendrix no final da década de 1960, artistas negros de como Sly & the Family Stone foram pioneiros em um estilo conhecido como funk psicodélico, emprestando técnicas do rock psicodélico, incluindo pedais wah-wah, distorção fuzz, câmaras de eco e distorcedores vocais, bem como blues rock e jazz. Nos anos seguintes, grupos como o Parliament-Funkadelic de George Clinton continuaram essa sensibilidade, empregando sintetizadores e trabalhos de guitarra orientados para o rock.

### Funk rock
O funk rock (também escrito como funk-rock ou funk/rock) funde elementos de funk e rock. Sua primeira encarnação foi ouvida no final dos anos 60 até meados dos anos 70 por músicos como Jimi Hendrix, Frank Zappa, Gary Wright, David Bowie, Mother's Finest e Funkadelic em seus álbuns anteriores.
Muitos instrumentos podem ser incorporados ao funk rock, mas o som geral é definido por um baixo ou batida definitiva e por guitarras elétricas. Os ritmos do baixo e da bateria são influenciados pelo funk, mas com mais intensidade, enquanto o da guitarra pode ser influenciado pelo funk ou rock, geralmente com distorção. Prince, Jesse Johnson, Red Hot Chili Peppers e Fishbone são grandes artistas do funk rock.

### Jazz-funk
Jazz-funk é um subgênero do jazz caracterizada por um forte back beat (groove), sons eletrificados e uma prevalência precoce de sintetizadores analógicos. A integração de estilos e músicas de funk, soul e R&B ao jazz resultou na criação de um gênero cujo espectro é bastante amplo e varia de forte improvisação de jazz a soul, funk ou disco com arranjos de jazz, riffs de jazz e solos de jazz, e às vezes vocais de soul. O jazz-funk é principalmente um gênero americano, onde foi popular nos anos 70 e no início dos anos 80, mas também alcançou um apelo notável no circuito de clubes da Inglaterra em meados dos anos 70. Gêneros semelhantes incluem soul jazz e fusão de jazz, mas nenhum se sobrepõe inteiramente ao jazz-funk. Notavelmente, o jazz-funk é menos vocal, mais arranjado e apresenta mais improvisação do que o soul jazz, e mantém uma forte sensação de groove e R&B versus parte da produção de fusão de jazz.

### Avant-Funk
O termo "avant-funk" tem sido usado para descrever artistas que combinavam o funk com as preocupações do art rock. Simon Frith descreveu o estilo como uma aplicação da mentalidade do rock progressivo ao ritmo, em vez de melodia e harmonia. Simon Reynolds caracterizou o avant-funk como uma espécie de psicodelia na qual "o esquecimento deveria ser alcançado não através da elevação acima do corpo, mas através da imersão no físico, a auto-perda pelo animalismo".

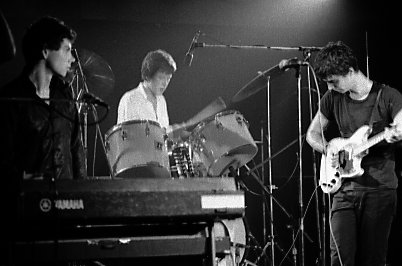
O Talking Heads combinou funk com elementos do pós-punk e art rock.

Artistas nesse gênero incluem a banda alemã de krautrock Can, artistas americanos de funk Sly Stone e George Clinton, e uma onda de artistas pós-punk do início dos anos 80 no Reino Unido e nos Estados Unidos (incluindo Public Image Ltd., Talking Heads, Pop Group, Cabaret Voltaire, DAF, A Certain Ratio e 23 Skidoo) que adotaram estilos de dance music negra, como disco e funk. Os artistas do final da década de 1970 em Nova York sem cenas de ondas também exploraram o avant-funk, influenciado por figuras como Ornette Coleman. Reynolds observou as preocupações desses artistas com questões como alienação, repressão e tecnocracia da modernidade ocidental.

### Go-go
O go-go se originou na área de Washington, D.C. à qual permanece associado, juntamente com outros pontos no Meio do Atlântico. Inspirado por cantores como Chuck Brown, o "Padrinho do Go-go", é uma mistura de funk, rhythm and blues, e início do hip hop, com foco em instrumentos de percussão lo-fi e interferência pessoal no lugar de faixas de dança. Como tal, é principalmente uma dance music com ênfase na chamada e resposta da plateia ao vivo. Os ritmos go-go também são incorporados à percussão de rua.

### Boogie
Boogie (ou electro-funk) é uma música eletrônica influenciada principalmente pelo funk e pós-disco. A abordagem minimalista do boogie, composta por sintetizadores e teclados, ajudou a estabelecer o electro e a house music. Boogie, ao contrário do electro, enfatiza as técnicas de slap do baixo, mas também os sintetizadores de baixo. Os artistas incluem Vicky "D", Komiko, Peech Boys, Kashif e mais tarde Evelyn King.

### Electro-funk
Electro funk é um híbrido de música eletrônica e funk. Ele essencialmente segue a mesma forma que o funk e mantém as características do funk, mas é feito inteiramente (ou parcialmente) com o uso de instrumentos eletrônicos como o TR-808. Vocoders ou talkboxes foram comumente implementados para transformar os vocais. A pioneira banda de electro Zapp costumava usar esses instrumentos em sua música. Outros artistas incluem Herbie Hancock, Afrika Bambaataa, Egyptian Lover, Vaughan Mason & Crew, Midnight Star e Cybotron.

### Funk metal
O funk metal (às vezes tipicamente diferenciado, como o funk-metal) é um gênero musical de fusão que surgiu na década de 1980, como parte do movimento metal alternativo. Ele normalmente incorpora elementos de funk e heavy metal (geralmente thrash metal) e, em alguns casos, outros estilos, como punk e música experimental. Apresenta riffs de guitarra de heavy metal, ritmos característicos do funk e, às vezes, rimas no estilo hip-hop em uma abordagem de rock alternativo à composição. Um exemplo principal é a banda de rock afro-americana Living Colour, que a Rolling Stone disse ser "pioneira do funk-metal".  Durante o final da década de 1980 e o início da década de 1990, o estilo predominou na Califórnia - principalmente em Los Angeles e São Francisco.

### G-Funk
G-funk é um gênero de música de fusão que combina gangsta rap e funk. Considera-se geralmente que foi inventado pelos rappers da Costa Oeste e ficou famoso pelo Dr. Dre. Ele incorpora sintetizadores melódicos e multicamadas, sulcos hipnóticos lentos, um baixo profundo, vocais femininos de fundo, o amplo uso de samples de músicas do P-Funk e um sintetizador de onda de portamento agudo. Diferente de outros artistas anteriores de rap que também utilizavam samples de funk (como EPMD e o Bomb Squad), o G-funk costumava usar menos samples inalteradas por canção.

### Timba funk
Timba é uma forma de dance music popular cubana. Em 1990, várias bandas cubanas incorporaram elementos de funk e hip-hop em seus arranjos e expandiram a instrumentação do conjunto tradicional com uma bateria americana, saxofones e um formato de dois teclados. Bandas de Timba como La Charanga Habanera ou Bamboleo costumam ter metais ou outros instrumentos tocando partes curtas de canções de Earth, Wind and Fire, Kool and the Gang ou outras bandas de funk dos Estados Unidos. Enquanto muitos motivos de funk exibem uma estrutura baseada em clave, eles são criados intuitivamente, sem a intenção consciente de alinhar as várias partes a um padrão de guia. A Timba incorpora motivos de funk em uma estrutura clave aberta e intencional.

### Funk jam
O funk jam é um gênero musical de fusão que surgiu nos anos 90. Ele normalmente incorpora elementos de funk e uma guitarra frequentemente exploratória, além de improvisações estendidas de gênero cruzado; frequentemente incluindo elementos de jazz, ambiente, eletrônica, Americana e hip hop, incluindo letras improvisadas. Phish, Soul Rebels Brass Band, Galactic e Soulive são exemplos de bandas de funk que tocam funk jam.

### Samba-funk
Criação atribuída ao pianista Dom Salvador na década de 1960, funde o compasso binário do samba com o quaternário do funk. Artistas como Banda Black Rio, Tim Maia e Jorge Ben Jor, também promoveram a fusão.